# Ferrari 801 F1
Ferrari 801 F1 – samochód Formuły 1, zaprojektowany przez Vittorio Jano i skonstruowany przez Scuderia Ferrari na sezon 1957. Przed sezonem Ferrari opuścili dwaj kierowcy, Juan Manuel Fangio i Stirling Moss. Pojazd opierał się na udanej Lancii D50, chociaż jego podwozie i silnik zostały zmodyfikowane; mimo to okazał się nieudaną konstrukcją.

## Tło

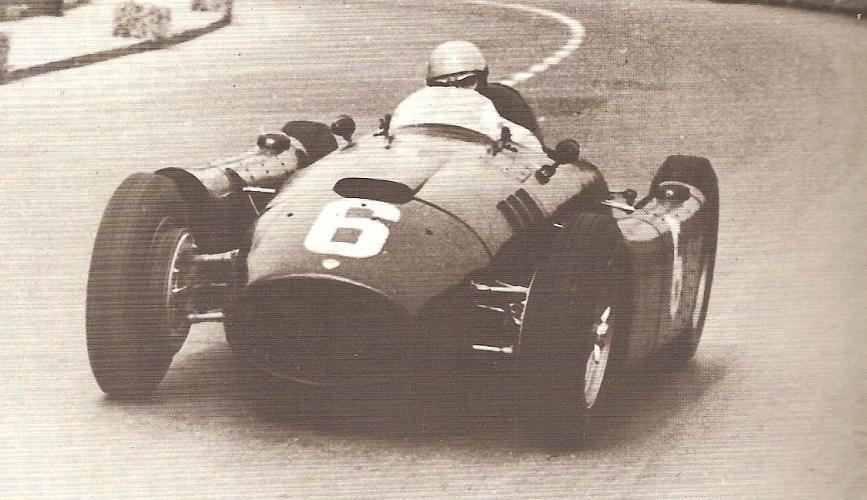
Lancia D50

Przed sezonem 1957 Ferrari używało modelu D50. Samochód ten zadebiutował w Formule 1 w roku 1954. Vittorio Jano zaprojektował ten samochód, koncentrując się wokół prowadzenia i balansu. Zamiast jednego zbiornika paliwa za kokpitem Jano umieścił dwa w osłonach biegnących wzdłuż nadwozia, co poprawiło rozkład masy oraz prowadzenie. D50 jako pierwszy w historii Formuły 1 używał silnika w układzie V. Samochód był stabilny, znakomicie trzymał się drogi i nie ślizgał się.
Debiut Lancii D50 znacznie się opóźnił, ale już w debiucie Alberto Ascari wywalczył nią pole position. W 1955 model nie był jednak w stanie nawiązać walki z Mercedesami W196. W dodatku w 1955 Ascari zmarł. Przeżywająca problemy finansowe Lancia sprzedała projekt D50 Ferrari i wycofała się z Formuły 1. Juan Manuel Fangio wraz z Luigim Musso odnieśli dla D50 pierwsze zwycięstwo w Mistrzostwach Świata Formuły 1, kiedy wygrali Grand Prix Argentyny 1956. W trakcie sezonu 1956 Ferrari D50 odniosło jeszcze cztery zwycięstwa, z czego trzy podwójne. Jednakże w 1957 roku udoskonalone Maserati 250F spowodowało, że D50 nie był już tak konkurencyjny. Podstawy samochodu nadal były mocne, ale był on wolniejszy od 250F na prostych. Ponadto liczącą się siłą został Vanwall, stosujący opływowe nadwozie w modelu VW5. Mimo przyczynienia się do zdobycia mistrzostwa świata kierowców rok wcześniej, po Grand Prix Argentyny 1957 w połowie stycznia stało się jasne, że D50 musi zostać zastąpione bądź udoskonalone, jeśli Ferrari chce pozostać konkurencyjnym zespołem.

## Konstrukcja
Chociaż umieszczenie zbiorników po bokach poprawiało stabilność, to miało swoje wady, jak zmieniająca się dynamika pojazdu w miarę wypalania się paliwa. Inni producenci umieszczali zbiornik za kierowcą w nowych konstrukcjach rurowych, nie musząc martwić się o punkty mocowania na bokach samochodu. Te nowe nadwozia umożliwiały na umieszczenie w samochodzie znacznie więcej części. Ta filozofia przyświecała Vittorio Jano, który projektował ewolucję modelu D50, znaną jako Ferrari 801. Cyfra 8 w nazwie samochodu oznaczała liczbę cylindrów, natomiast 1 – Formułę 1.
Ważną rolę w stabilności i prowadzeniu samochodów Formuły 1 zaczęły odgrywać aerodynamika oraz rozkład masy. W związku z tym samochodu stały się niższe i szersze i Ferrari 801 F1 nie odbiegało od tej tendencji. Niskoprofilowy nos był szerszy od tego użytego w D50. Za niskoprofilowym przednim wlotem znajdowały się chłodnica oleju i chłodnica silnika.
Przednie zawieszenie było jedynie nieznaczną ewolucją tego stosowanego w D50. W 801 zastosowano taki sam układ podwójnych wahaczy ze sprężynami śrubowymi i stabilizatorem poprzecznym. Jednakże w D50 użyto amortyzatorów hydraulicznych Houdaille, natomiast w jego następcy – teleskopowych. Także tylne zawieszenie i podłoga były podobne do tych z poprzednika, przy czym udoskonalenia obejmowały między innymi dwie wzdłużne rozpórki, mające poprawić prowadzenie i stabilność tyłu. Chociaż z tyłu zastosowano oś De Dion, to w Grand Prix Napoli Ferrari przetestowało zamiast tego rozwiązania tylne zawieszenie niezależne.
Silnik, tak jak w D50, to jednostka V8 o kącie rozwarcia 90°. Jednakże w porównaniu do poprzednika w 801 był to nieco mniejszy i słabszy o około 10 KM silnik, produkujący 275 KM przy 8400 rpm. Ferrari uznało tę stratę – podobnie jak większą od D50 masę – za akceptowalną, uważając, że przewagą modelu jest nadwozie. Jednakże w dalszej części sezonu w nosie umieszczono płaski i szeroki czerpak powietrza kierujący powietrze do wlotów powietrza. Zastosowano także dwa gaźniki Solex. Miało to związek z próbą zwiększenia mocy silnika.
Nadwozie przybrało kształt klina podobny do kształtu Vanwalla VW5. Taki kształt był zamierzony. W samochodzie, po jego bokach, umieszczono dwa zbiorniki paliwa, co umożliwiło przepływ płynów w kierunku środka samochodu – to z kolei poprawiało prowadzenie i stabilność samochodu na zakrętach.
Ferrari zastosowało hamulce bębnowe. Bimetaliczne żebrowane bębny hamulcowe zostały powiększone po to, by zapewnić odpowiednią siłę zahamowania pojazdu. W celu utrzymania niższych temperatur hamulców na bębnach wyżłobiono duże rowki. Miały one zapewnić większy przepływ powietrza, a co za tym idzie, schładzać hamulce.

## 801 w wyścigach
Samochód zadebiutował w Grand Prix Monako 19 maja 1957 roku. Chociaż w kwalifikacjach jego kierowcy spisali się stosunkowo dobrze, to problemy w wyścigu spowodowały, że tylko jeden model 801 ukończył wyścig. Wolfgang von Trips mógł zdobyć podium, jednak awaria silnika uniemożliwiła osiągnięcie go. Grand Prix Francji Luigi Musso ukończył na drugim, a Peter Collins – na trzecim miejscu. Podobne wyniki kierowcy Ferrari powtórzyli w dwóch następnych rundach. Jednakże w ostatniej eliminacji sezonu, Grand Prix Włoch, samochód miał wyraźne niedostatki mocy i osiągał niską prędkość na prostych. Mimo to von Trips zdołał nim osiągnąć trzecie miejsce, co oznaczało, że poza Grand Prix Monako, w którym 801 był wyraźnie gorszy od Vanwallów i Maserati, model zdobywał podium w każdym wyścigu, w którym startował.
Wyprodukowano trzy egzemplarze modelu. Jego następcą był Ferrari 246 Dino, oparty na samochodzie Formuły 2, modelu 156.

## Wyniki w Formule 1
| Legenda oznaczeń w tabelach wyników Wyświetl szablon na nowej stronie | Legenda oznaczeń w tabelach wyników Wyświetl szablon na nowej stronie                                                                     |
| Oznaczenie                                                            | Wyjaśnienie |
| --------------------------------------------------------------------- | --- |
| Złoty                                                                 | Zwycięzca lub mistrzostwo |
| Srebrny                                                               | 2. miejsce lub wicemistrzostwo |
| Brązowy                                                               | 3. miejsce lub II wicemistrzostwo |
| Zielony                                                               | Ukończył, punktował (w klasyfikacji generalnej, gdy zdobył co najmniej jeden punkt na przestrzeni sezonu, poza trzema powyższymi opcjami) |
| Niebieski                                                             | Ukończył, nie punktował (w klasyfikacji generalnej, gdy nie zdobył co najmniej jednego punktu na przestrzeni sezonu)                      |
| Czerwony                                                              | Nie zakwalifikował się (NZ) |
| Czerwony                                                              | Nie prekwalifikował się (NPK) |
| Różowy                                                                | Nie ukończył (NU) |
| Różowy                                                                | Niesklasyfikowany (NS) (w klasyfikacji generalnej, gdy nie został sklasyfikowany w żadnym wyścigu sezonu)                                 |
| Czarny                                                                | Zdyskwalifikowany (DK) |
| Czarny                                                                | Wykluczony (WYK/EX) |
| Biały                                                                 | Nie wystartował (NW) |
| Biały                                                                 | Kontuzjowany (K/INJ) |
| Biały                                                                 | Wyścig odwołany (OD/C) |
| Bez koloru                                                            | Został wycofany (WYC/WD) |
| Bez koloru                                                            | Nie przybył (NP/DNA) |
| Bez koloru                                                            | Nie brał udziału w treningach (NT/DNP) |
| Bez koloru                                                            | Nie został zgłoszony (–) |
| Pogrubienie                                                           | Start z pole position |
| Kursywa                                                               | Najszybsze okrążenie wyścigu |
| †                                                                     | Nie ukończył, ale jego rezultat został zaliczony ze względu na przejechanie więcej niż 90% dystansu wyścigu.                              |
| *                                                                     | Sezon w trakcie |
| 1/2/3                                                                 | Punktowana pozycja w sprincie kwalifikacyjnym                                                                                             |
| Lista systemów punktacji Formuły 1                                    | |

| Sezon | Zespół           | Silnik  | Kierowcy            | Wyniki w poszczególnych eliminacjach | Wyniki w poszczególnych eliminacjach | Wyniki w poszczególnych eliminacjach | Wyniki w poszczególnych eliminacjach | Wyniki w poszczególnych eliminacjach | Wyniki w poszczególnych eliminacjach | Wyniki w poszczególnych eliminacjach | Wyniki w poszczególnych eliminacjach | Wyniki kierowców | Wyniki kierowców | Wyniki konstruktora | Wyniki konstruktora |
| 1957  |                  |         |                     | Argentyna                            | Monako                               | Stany Zjednoczone                    | Francja                              | Wielka Brytania                      | Niemcy                               | Włochy                               | Włochy                               | Pkt.             | Msc.             | Pkt.                | Msc.                |
| ----- | ---------------- | ------- | ------------------- | ------------------------------------ | ------------------------------------ | ------------------------------------ | ------------------------------------ | ------------------------------------ | ------------------------------------ | ------------------------------------ | ------------------------------------ | ---------------- | ---------------- | ------------------- | ------------------- |
| 1957  | Scuderia Ferrari | Ferrari | Peter Collins       | -                                    | NU                                   | -                                    | 3                                    | NU/4                                 | 3                                    | -                                    | NU                                   | 8                | 9                | –                   | –                   |
| 1957  | Scuderia Ferrari | Ferrari | Maurice Trintignant | -                                    | 5                                    | -                                    | NU                                   | 4                                    | -                                    | -                                    | -                                    | 5                | 13               | –                   | –                   |
| 1957  | Scuderia Ferrari | Ferrari | Luigi Musso         | -                                    | -                                    | -                                    | 2                                    | 2                                    | 4                                    | NU                                   | 8                                    | 16               | 3                | –                   | –                   |
| 1957  | Scuderia Ferrari | Ferrari | Mike Hawthorn       | -                                    | -                                    | -                                    | 4                                    | 3                                    | 2                                    | -                                    | 6                                    | 13               | 4                | –                   | –                   |
| 1957  | Scuderia Ferrari | Ferrari | Wolfgang von Trips  | -                                    | -                                    | -                                    | -                                    | -                                    | -                                    | -                                    | 3                                    | 4                | 14               | –                   | –                   |